# جيري مور (لاعب كرة قدم أمريكية)
جيري مور (بالإنجليزية: Jerry Moore)‏ هو لاعب كرة قدم أمريكية أمريكي، ولد في 16 مارس 1949 في بلفيل في الولايات المتحدة.